# Bitwa pod Anchialos (763)
Bitwa pod Anchialos – zwycięstwo sił bizantyjskich pod wodzą cesarza Konstantyna V Kopronima, nad armią bułgarską chana Teleca 30 czerwca 763, koło dzisiejszego miasta Pomorie.
W 761 tron bułgarski, po zamordowaniu poprzedniego chana, objął Telec, przywódca stronnictwa dążącego do wojny z Bizancjum. Rozpoczął on rozbudowę armii, co spowodowało exodus ponad 200 tys. niechętnych poborowi Słowian na ziemie pod władzą Konstantynopola. Chan rozpoczął od ataku na Trację, gdzie zdobył kilka pogranicznych twierdz, a następnie przygotował się do obrony, wznosząc fortyfikacje i wzmacniając swoje siły dwudziestoma tysiącami słowiańskich najemników. Jego przeciwników, cesarz Konstantyn, także potraktował zagrożenie poważnie i starannie zorganizował kontrofensywę. Kawalerię nakazał załadować na statki i wysadzić przy ujściu Dunaju, a sam ruszył z resztą oddziałów przez Trację. Jazda, przebywszy Dobrudżę dołączyła do jego sił pod Anchialos.
30 czerwca 763 Bułgarzy pod wodzą chana Teleca uderzyli na armię bizantyjską. Bitwa trwała cały dzień i była bardzo krwawa; ostatecznie oddziały Konstatyna zwyciężyły. Poniosły jednak na tyle poważne straty, że cesarz nie ścigał wroga, lecz wrócił do stolicy, gdzie odbył triumf i stracił kilka tysięcy jeńców. Porażka doprowadziła do upadku Teleca, którego zamordowali arystokraci, i kilku lat niestabilności politycznej w Bułgarii. Mimo to, Bułgarzy stawiali dość zacięty opór kolejnym ekspedycjom Konstantyna, gdy ten w następnych latach usiłował ostatecznie pobić północnych sąsiadów.